# 蔵王球場
蔵王球場（ざおうきゅうじょう）は、宮城県刈田郡蔵王町の蔵王町総合運動公園内にある野球場。施設は蔵王町が所有・管理をしている。

## 概要
開場以来軟式野球や高校野球などのアマチュア野球公式戦が行われているが、2001年に開催された新世紀・みやぎ国体では、山岳競技の開会式会場となったのをはじめ、2002年と2003年にはサッカーJリーグ・ベガルタ仙台がミニキャンプを、2004年には高校総体のソフトボール種目県大会が開催された、一風変わった球場でもある。
2008年5月17日にはプロ野球・東北楽天ゴールデンイーグルスのイースタン・リーグ（二軍）公式戦が東京ヤクルトスワローズを相手に初めて開催され、1,989人の観客を集めた。
2007年6月10日に楽天球団の二軍戦開催を予定したものの、雨天によるグラウンド不良のため中止となっている。
2014年4月29日、楽天球団の「フィールドサポート・プログラム」によって球場の愛称を「楽天イーグルス蔵王球場」としている。

## 施設概要
- グラウンド面積：12,000m2
- 両翼：91.5m、中堅：120.0m
- 内野部：土、外野部：天然芝8,260m2
- スコアボード：磁気反転式（得点部のみ）
- 照明設備：4基
- 収容人員：3,000人

## 交通
- JR東北本線大河原駅または白石駅よりミヤコーバス「遠刈田温泉行き」に乗り「曲竹（まがたけ）」下車すぐ
- 仙台駅より『仙台 - 村田・蔵王町線』に乗り、蔵王町ふるさと文化会館下車。徒歩10分
- 東北自動車道村田ICまたは白石ICより車で20分